# Loweriella
Loweriella boltoni este o specie de furnici și este singura specie cunoscută din genul Loweriella. Specia este cunoscută doar de la lucrătorii colectați în pădurea tropicală din Sarawak, Malaysia.